# War Against Yourself
War Against Yourself ist ein italienisches Musiklabel, das auf die Black-Metal-Spielart des Depressive Black Metal spezialisiert ist.

## Geschichte
Als erster Tonträger wurde laut Discogs im Jahr 2005 die Kompilation Pest of... von Winterblut veröffentlicht – in einer limitierten Auflage als LP. Ausweislich der hinterlegten Daten kommen auf jede Schallplatte mit einer Katalognummer etwa vier CDs mit einer Katalognummer (Stand 10/2019). Im Jahr 2018 wurde das Sublabel A Pile of Graves gegründet.

## Veröffentlichungen (Auswahl)
- 2005: Winterblut: Pest of... (Kompilation)
- 2008: Happy Days: Melancholic Memories
- 2016: Kalmankantaja: Waldeinsamkeit
- 2017: Hypothermia: Veins (Wiederveröffentlichung)